# 카미얀스케

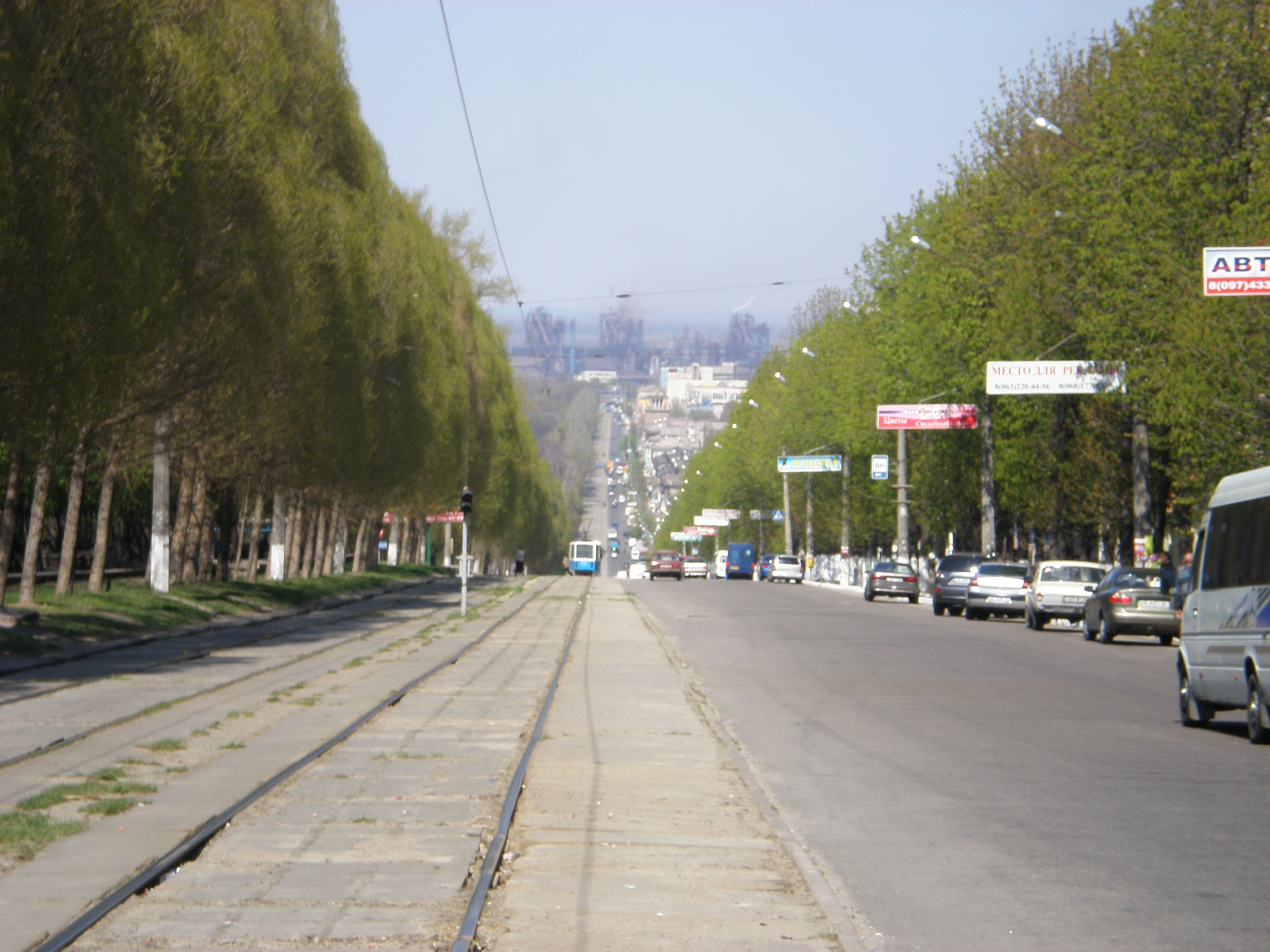
카미얀스케

카미얀스케(우크라이나어: Кам'янське, 러시아어: Каменское 카멘스코예[*])는 우크라이나 드니프로페트로우스크주에 위치한 산업 도시로 면적은 138km2, 높이는 120m, 인구는 252,100명(2008년 기준)이다.

시기
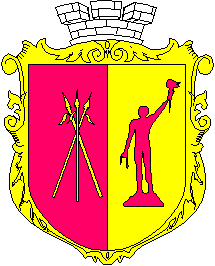
시 문장

## 역사
1750년 문헌에 처음 등장했으며 자포리자 카자크에 의해 형성되었다고 전해진다. 카미얀스케는 우크라이나어로 "돌이 많은 곳"을 뜻한다. 소련의 공산당 서기장을 역임한 레오니트 브레즈네프가 태어난 곳이기도 하다.
1936년에는 체카의 설립자인 펠릭스 제르진스키의 이름을 딴 드니프로제르진스크(우크라이나어: Дніпродзержинськ, 러시아어: Днепродзержинск 드네프로제르진스크[*])라는 이름으로 불렀다. 2016년 5월 19일 탈공산화 정책에 따라 지금과 같은 도시 이름으로 변경되었다.

## 경제
드니프로강 우안과 접한 도시로서 강 인근에는 수력 발전소가 위치한다. 중공업의 거점 도시로서 금속공학, 화학 산업의 중심 도시이기도 하다. 도시의 전체 산업 가운데 금속공학은 약 57 %, 화학 산업은 약 17 %를 차지하고 있다.

## 자매 도시
- 폴란드 키엘체
- 벨라루스 바브루이스크
- 러시아 힘키
- 카자흐스탄 테미르타우
- 우크라이나 알체우스크